# Democracia racial en Brasil

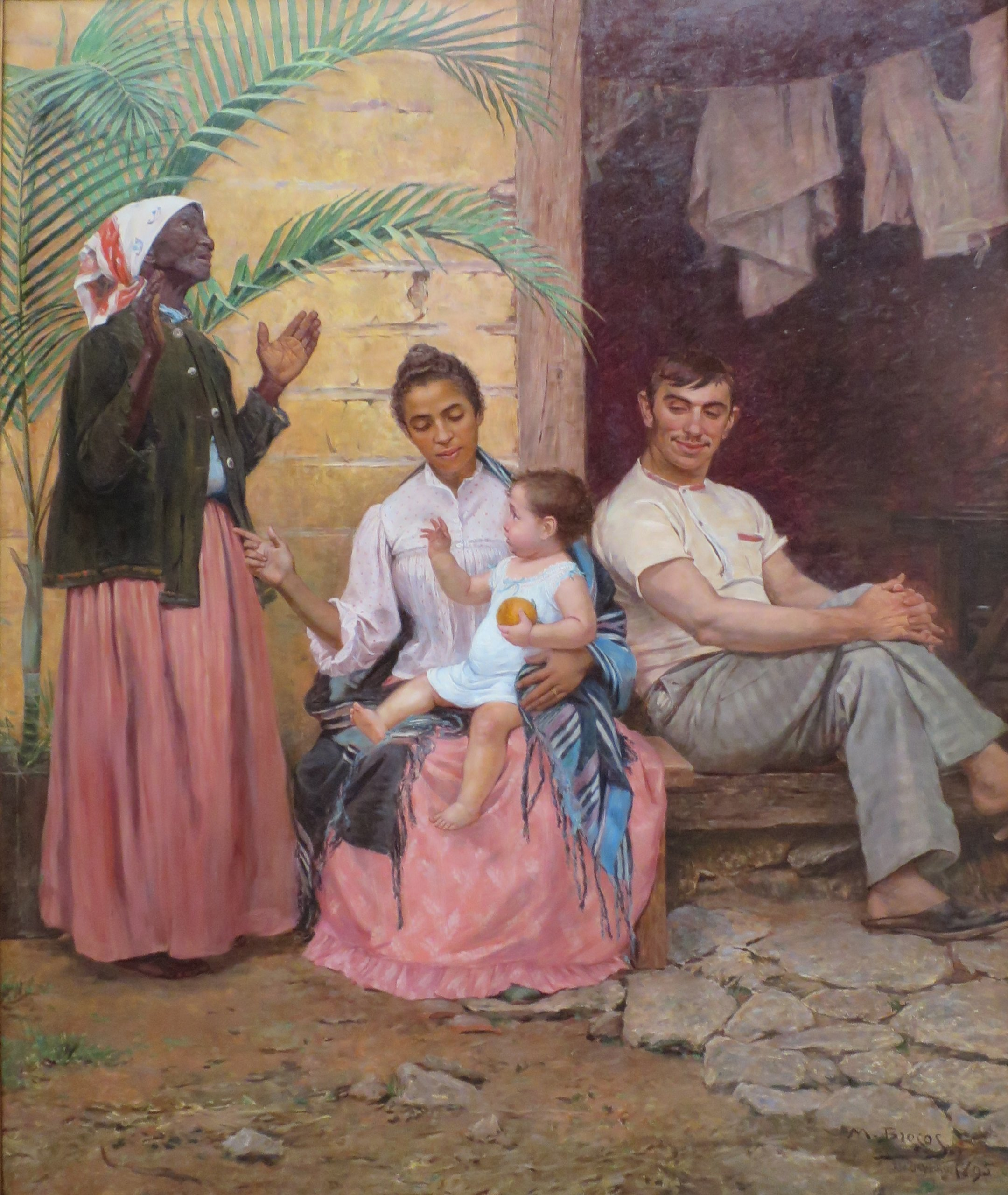
Pintura sobre el blanqueo de etnias en Brasil

La "democracia racial" (en portugués: democracia racial) es un concepto que niega la existencia del racismo en Brasil. Algunos estudiosos de las relaciones raciales en el país sostienen que Brasil ha superado el racismo y la discriminación racial. Estos investigadores citan el hecho de que la mayoría de los brasileños afirman no percibir a los demás a través del prisma racial, y, por lo tanto, consideran irrelevante la idea de la discriminación racial.
Sin embargo, muchos sociólogos y antropólogos ven la idea de la democracia racial como un mito o una ideología que busca validar el ideal de que Brasil es un lugar donde personas de todas las razas pueden participar en igualdad en la sociedad. En su lugar, destacan las abrumadoras pruebas de desigualdades motivadas por el racismo, así como las estructuras culturales, sociales y políticas que privilegian a los brasileños blancos.

## El mito de la Democracia Racial en Brasil
Según Martiniano J. Silva, el racismo en Brasil fue implantado a través del mito de democracia racial. Alega que tal modalidad de racismo, enmascarado en el estatus liberal y democrático, consigue afectar con gran eficacia, alcanzando a través de la disimulación, prestigio interno y externo.
Carlos Hasembalg afirma que al principio y final del Segundo Imperio se inició la proclamación de la República brasileña que acreditaba a Brasil sin existencia de problemas de orden racial. Explicando el concepto de origen de la comparación efectiva de la situación racial observada en Estados Unidos de aquella época. 
Hasenbalg, concluye que hay semejanzas con las élites de otros países latinoamericanos y compara sus realidades con las estadounidenses.
Entretanto, explica Hasenbalg, hay dos patrones raciales encontrados en Estados Unidos, en Brasil y en América Latina. Estos parecen poseer dos puntos centrales:
- Primeramente el concepto del emblanquecimiento de la piel, como un ideal de la piel clara, entendido como un proyecto nacional implementado por medio de políticas selectivas de inmigración europea.

- El segundo concepto proviene de las élites políticas e intelectuales con respecto a sus propios países, supuestamente caracterizados por la armonía y tolerancia racial y ausencia de discriminación, dándose el ocultamiento y negación del racismo, a pesar de que existe.

Thomas E. Skidmore entiende que lo del blanqueo se basa en la presunción de la superioridad blanca. Afirmando que corrientemente lo que se busca, es que la población tenga una piel más clara por los supuestos genes de raza blanca, los que prevalecerían sobre las demás personas. Así afirmando que el emblanquecimiento produciría una población mestiza, capaz de tornarse siempre más blanca, tanto cultural como físicamente.